# Nepál na letních olympijských hrách
Nepál na letních olympijských hrách startuje od roku 1964. Toto je přehled účastí, medailového zisku a vlajkonošů na dané sportovní události.

## Účast na Letních olympijských hrách
| Dějiště LOH            | LOH      | Vlajkonoš                        | Zlatá medaile | Stříbrná medaile | Bronzová medaile | Celkem |
| ---------------------- | -------- | -------------------------------- | ------------- | ---------------- | ---------------- | ------ |
| 1964 Tokio             | LOH 1964 | ?                                | 0             | 0                | 0                | 0      |
| 1968 Ciudad de México  | 1968     | –                                | –             | –                | –                | –      |
| 1972 Mnichov           | LOH 1972 | Jit Bahadur Khatri Chhetri       | 0             | 0                | 0                | 0      |
| 1976 Montréal          | LOH 1976 | nikdo                            | 0             | 0                | 0                | 0      |
| 1980 Moskva            | LOH 1980 | Bishnu Malakar                   | 0             | 0                | 0                | 0      |
| 1984 Los Angeles       | LOH 1984 | Khadga Ranabhat                  | 0             | 0                | 0                | 0      |
| 1988 Soul              | LOH 1988 | Krishna Bahadur Basnet           | 0             | 0                | 0                | 0      |
| 1992 Barcelona         | LOH 1992 | nikdo                            | 0             | 0                | 0                | 0      |
| 1996 Atlanta           | LOH 1996 | Tika Bogati                      | 0             | 0                | 0                | 0      |
| 2000 Sydney            | LOH 2000 | Chitra Bahadur Gurung            | 0             | 0                | 0                | 0      |
| 2004 Athény            | LOH 2004 | Rajendra Bahadur Bhandari        | 0             | 0                | 0                | 0      |
| 2008 Peking            | LOH 2008 | Deepak Bista                     | 0             | 0                | 0                | 0      |
| 2012 Londýn            | LOH 2012 | Prasiddha Jung Shah              | 0             | 0                | 0                | 0      |
| 2016 Rio de Janeiro    | LOH 2016 | Phupu Lhamu Khatri               | 0             | 0                | 0                | 0      |
| 2020 Tokio             | LOH 2020 | Alexander Shah, Gaurika Singhová | 0             | 0                | 0                | 0      |
| 2024 Paříž             | LOH 2024 |                                  |               |                  |                  | x      |
| Celkem                 | 14       |                                  | 0             | 0                | 0                | 0      |
| Zdroj na Olympedia.org |          |                                  |               |                  |                  |        |